# Pieter Teyler van der Hulst

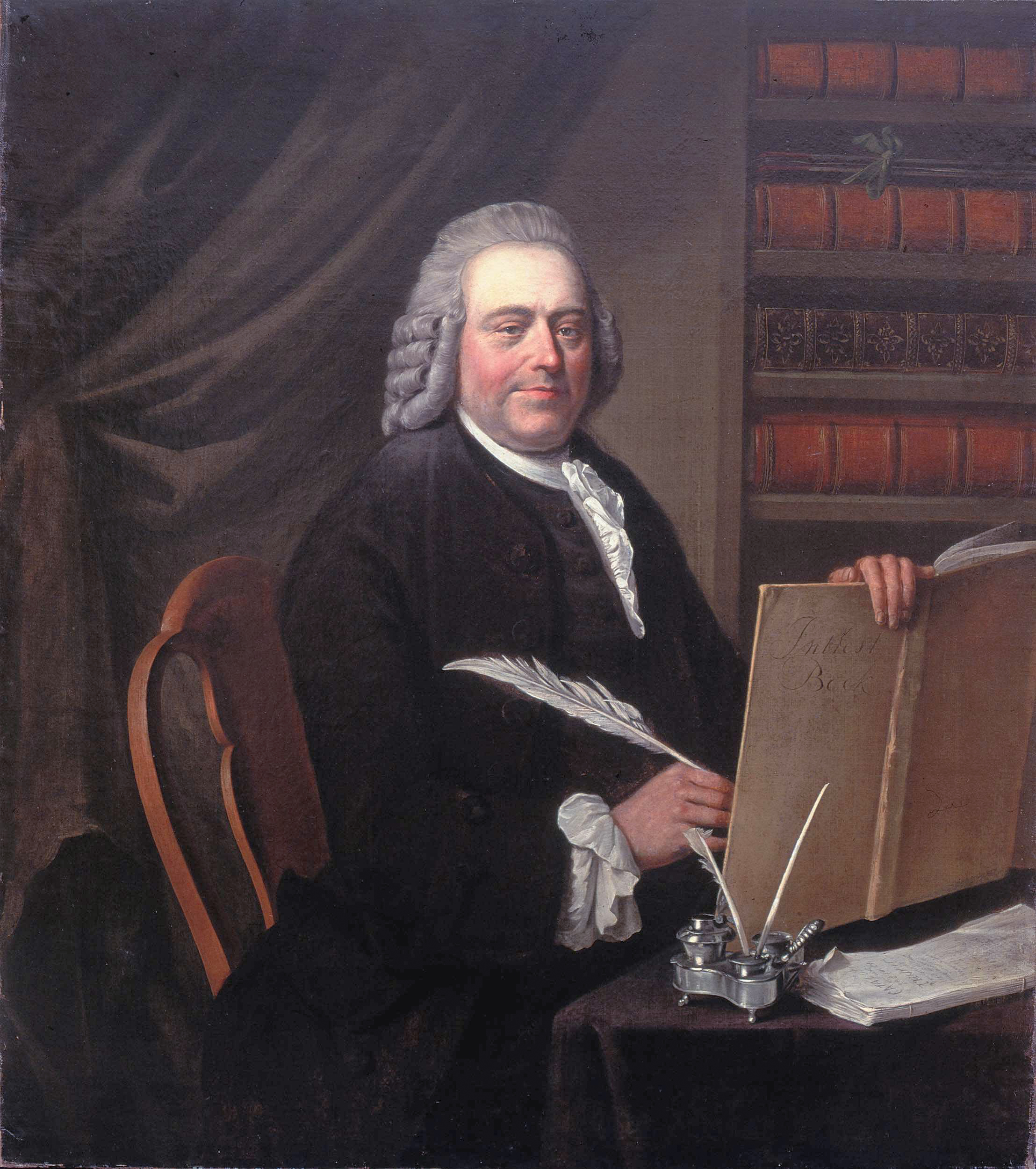
Retrat de Teyler van der Hulst (Wybrand Hendriks, 1787). Teyler és dibuixat com a banquer amb el seu llibre Intrest Boek —utilitzat per fer un seguiment de les taxes d'interès i els préstecs pendents— i també com un col·leccionista, amb els seus àlbums d'art al fons. El retrat penja a una sala de Fundatiehuis.

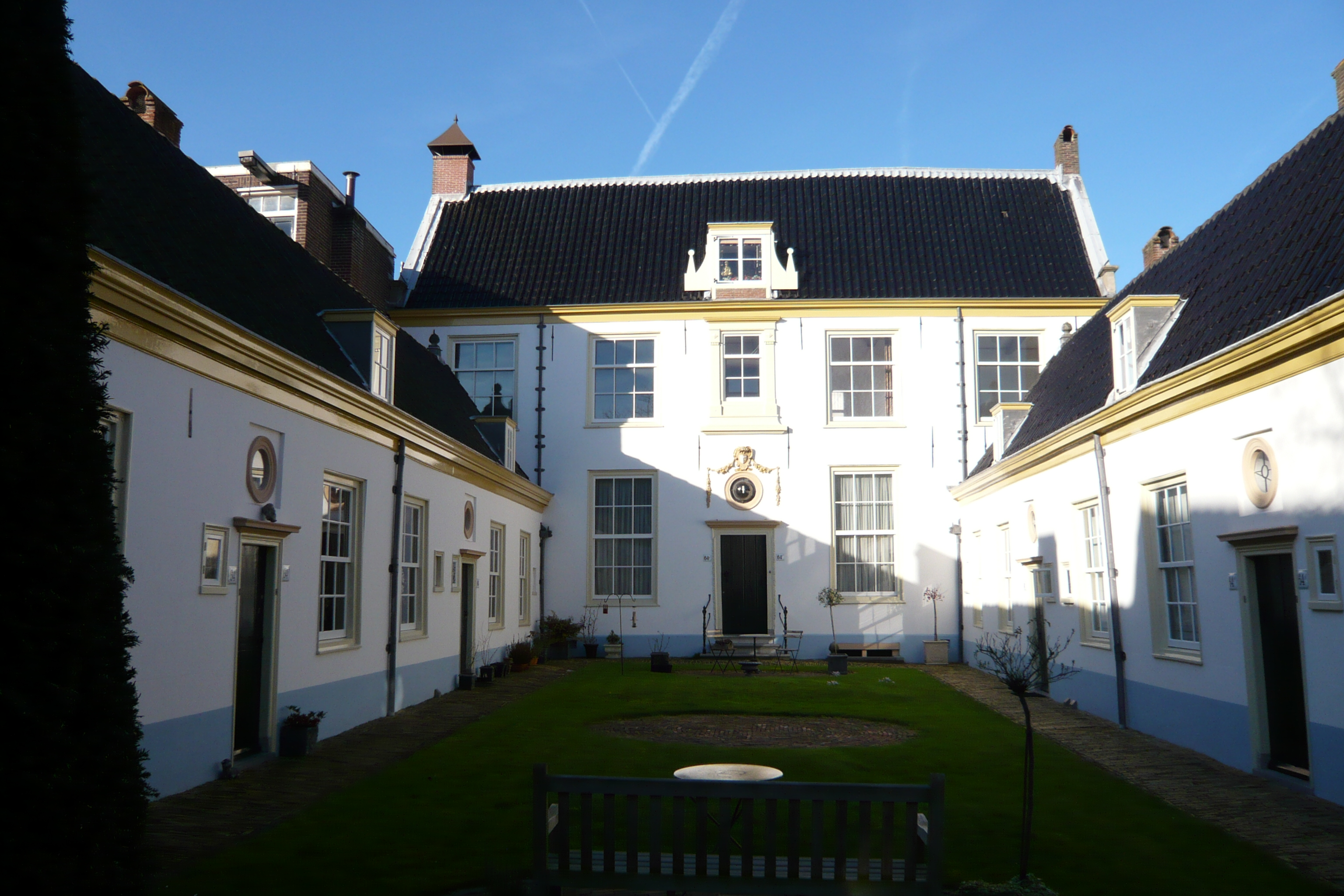
Vrouwe- en Antonie Gasthuys, ubicació original del Teylers Hofje entre 1752 i 1787.

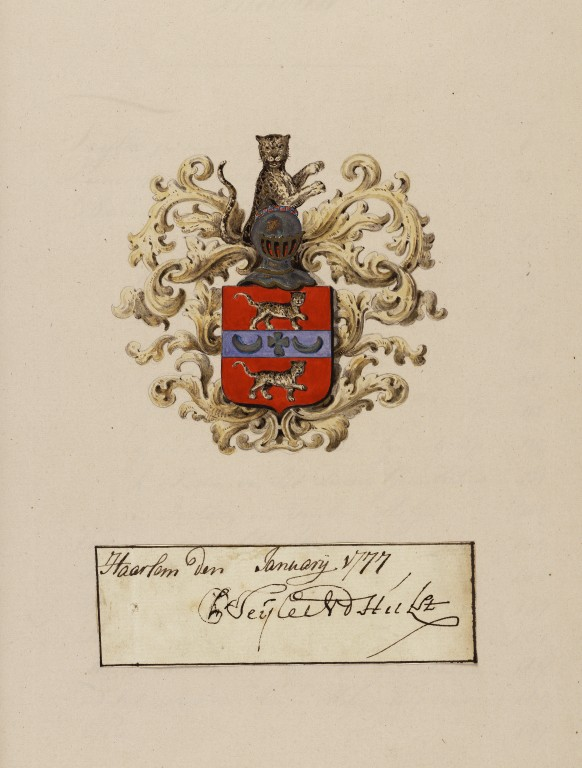
Signatura i blasó de Pieter Teyler

Pieter Teyler van der Hulst (Haarlem, 25 de març del 1702 – ibídem, 8 d'abril del 1778) fou un ric comerciant i banquer holandès que va morir sense descendència, deixant un llegat de dos milions de florins neerlandesos per a l'estudi i difusió de la religió, les arts i les ciències a la seva ciutat natal, portant a la creació del Museu Teyler. La seva aportació, a més, va anar destinada a la fundació del Teylers Hofje en nom seu i va fer importants donacions a la comunitat mennonita, doctrina que ell seguia.

## Biografia
Pieter Teyler van der Hulst va néixer el 25 de març de 1702 a Haarlem en el si d'una família de rics comerciants escocesos; el seu cognom deriva de l'escocès Tailor (sastre, en català). El 1728 es va casar amb Helena Wynands Verschaave. Teyler va ser seguidor actiu de la Il·lustració escocesa, membre de la comunitat mennonita "Waterlander" i des de 1750, l'administrador de l'orfenat de la ciutat.
Teyler es va enriquir com a comerciant de seda i teles, però a partir de 1763 es va generar cada cop més riquesa com un banquer. Va fer préstecs als seus contemporanis de Haarlem, incloent al seu company i veí escocès George Clifford III, conegut pel patrocini ofert a Carl von Linné. Banquers escocesos com Teyler, Clifford o Hope & Co. estaven molt interessants en les arts i les ciències i en van ser els mecenes de. Teyler, juntament amb la seva dona, també va ser un membre destacat de la comunitat mennonita de Haarlem i junts van fundar el 1752 un hofje menonita en nom seu, el Teylers Hofje. A diferència dels altres hofjes mennonites de Haarlem, no era necessari que els seus membres fossin mennonites.
Al segle xviii, la majoria de persones d'Amsterdam, on Teyler tenia les oficines principals, i de Haarlem eren protestants, així com l'stadhouder. Els catòlics, mennonites i altres no podien participar en organitzacions, com la Koninklijke Hollandsche Maatschappij der Wetenschappen (Reial Societat Holandesa de Ciències), que va ser fundada a Haalem el 1752 amb el propòsit d'impulsar la ciència en tots els aspectes. Aquesta societat es va traslladar el 1831 vora el Museu Teyler i des de llavors ha tingut estrets lligams amb el llegat de Teyler.
Pieter Teyler va ser influenciat per la Natuurkundig College, l'Escola d'Història Natural del municipi, les activitats de la qual s'esmenten el 1730, i la Societat Holandesa de Ciències. Altres mennonites i persones de Haarlem que es van interessar per la història natural eren membres d'aquestes institucions. Juntament amb els altres, es va veure involucrat en una iniciativa per crear el 1772 l'Escola de Dibuix de la Ciutat. Amb l'aportació de grans quantitats de diners, també va ajudar altres iniciatives, com l'establiment d'una Escola de Música (1773) i els nous locals de la Societat Holandesa de Ciències (1777).

## Llegat
Al seu testament escrit el 1756, Pieter Teyler van der Hulst estipulava que la seva col·lecció i part de la seva fortuna s'ha de destinar a establir un fons per a la seva promoció, la Fundació Teyler. El llegat de Teyler a la ciutat de Haarlem es va dividir en dues societats: la primera, Teylers Eerste Genootschap, destinada a l'estudi de la religió i la segona, Teylers Tweede Genootschap, amb l'objectiu d'ocupar-se dels camps de la física, la poesia, la història, el dibuix i la numismàtica. Els executors de la voluntat de Teyler, els primers directors de la Fundació Teyler, va decidir establir un centre per a l'estudi i l'educació, el Museu Teyler.
L'antiga casa de Teyler a Haarlem, amb entrada a Damstraat, connecta amb el Museu Teyler a través d'una porta lateral de la Sala Ovalada. Actualment és coneguda com la Fundatiehuis i s'obra només amb cita prèvia i un cop l'any amb motiu del "Monumentendag", Dia Europeu del Patrimoni.

## Galeria d'imatges

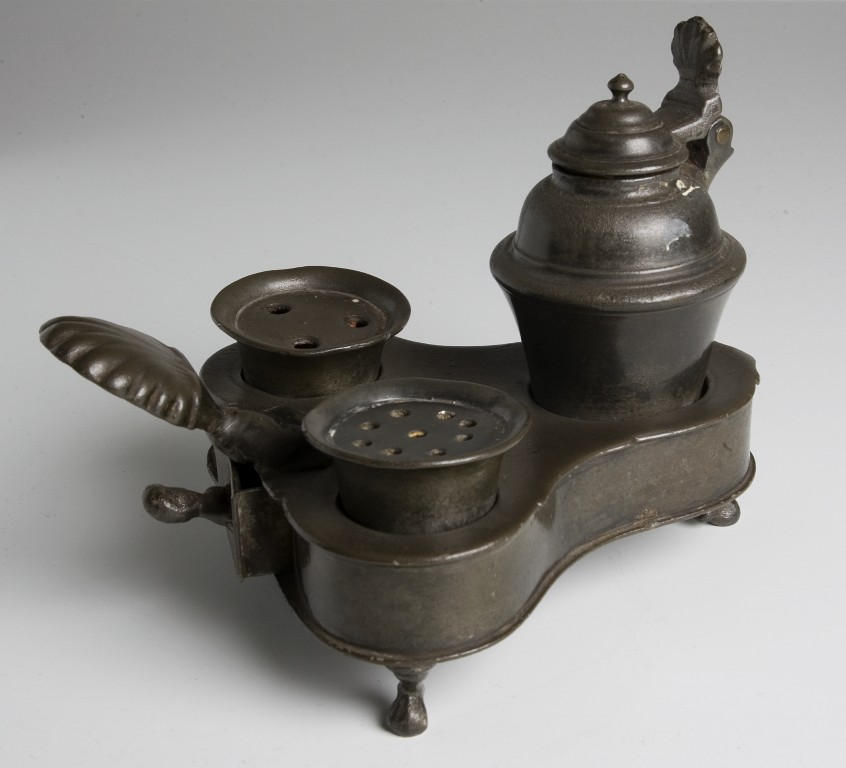
Tinter de peltre de Teyler, representat al seu retrat, que encara es troba a la col·lecció del Museu Teyler
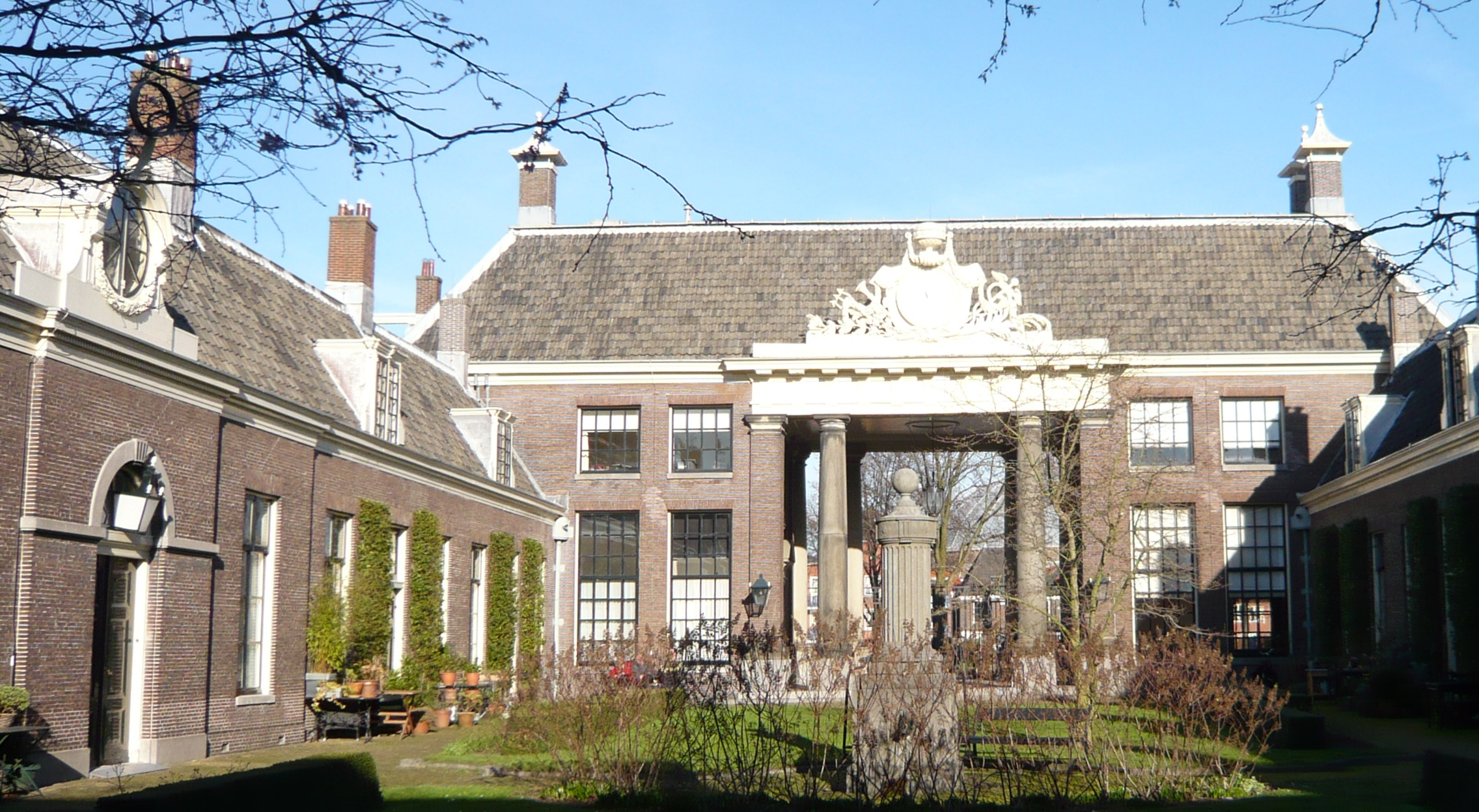
Teylers Hofje el 2007, reconstruïda el 1787
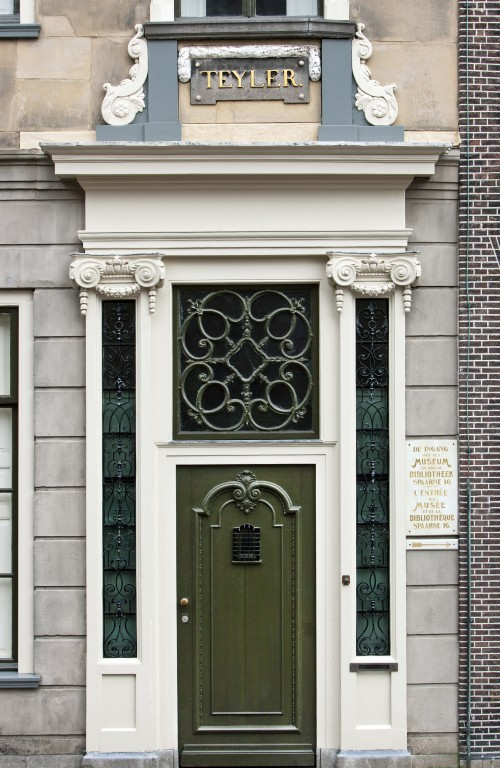
La porta d'entrada de la Fundatiehuis. Fins que el 1885 no es va construir la part que dona al riu Spaarne, l'accés al Museu Teyler es feia a través d'aquesta porta, la principal de la residència de Pieter Teyler.